# (7846) Setvák
7846 Setvak (1996 BJ) – planetoida z pasa głównego asteroid okrążająca Słońce w ciągu 3,61 lat w średniej odległości 2,35 j.a. Odkryta 16 stycznia 1996 roku.